# Kurushima
Kurushima (jap. 来島) ist eine Insel vor der japanischen Hauptinsel Shikoku in der Seto-Inlandsee.

## Geografie
Die vier Hektar große Insel liegt zwischen der Takanawa-Halbinsel im Nordwesten Shikokus und Oshima in der Kurushima-Straße (来島海峡, Kurushima-kaikyō), welche die durch die Geiyo-Inseln getrennten Meeresregionen Hiuchi-nada und Iyo-nada miteinander verbindet. Kurushima gehört zu den Kurushima-Inseln, die den westlichsten Teil der Geiyo-Inseln bilden.
Kurushima befindet sich am Ausgang der Bucht des Hashihama-Hafens der Großstadt Imabari und bildet den gleichnamigen Ortsteil der Stadt. Im Jahr 2015 lebten auf Kurushima 15 Menschen. Damit ist die Einwohnerzahl gegenüber 49 Menschen im Jahr 1995 rückläufig.
| Jahr          | 1995 | 2000 | 2005 | 2010 | 2015 |
| ------------- | ---- | ---- | ---- | ---- | ---- |
| Einwohnerzahl | 49   | 38   | 31   | 23   | 15   |

## Geschichte
Auf dem mit 42 Metern höchsten Punkt der Insel befinden sich Überreste der Burg Kurushima (来島城, Kurushima-jō), die Mitte des 15. Jahrhunderts von Murakami Yoshifusa errichtet wurde. Sie diente dabei als Stützpunkt der Seestreitkräfte der Murakami (村上水軍, Murakami Suigun) mit denen diese während der von dauernden Kriegen beherrschten Sengoku-Zeit die Seto-Inlandsee dominierten. 1585 herrschte Yoshifusas Nachkomme Michifusa über die Burg, dessen Familie nun den Namen Kurushima trug. Zu Beginn der Edo-Zeit wurde die Burg schließlich aufgegeben.
Die Seestreitkräfte werden im Murakami-Schrein (村上神社, Murakami-jinja) verehrt. Der südlich davon gelegene Yachihoko-Schrein (八千矛神社, ~-jinja) wurde im Jahr 1186 gegründet und hat die kami Ōkuninushi und Jimmu-Tennō eingeschreint.